# 荻原克巳
荻原 克巳（おぎわら かつみ、1911年（明治44年）5月20日 - 2008年（平成20年）1月31日）は、日本の政治家。長野県飯山市長。

## 来歴
長野県下水内郡飯山町（現飯山市）で、荻原善蔵、こま の長男して生まれた。1928年（昭和3年）旧制飯山中学（現長野県飯山高等学校）卒業1947年（昭和22年）4月、同郡柳原村長となり1期在任。1951年（昭和26年）4月、長野県議会議員となり、1955年（昭和30年）には副議長を務めた。
1958年（昭和33年）飯山市長選挙に当選し1期務めた。在任中は豪雪対策、小中学校の統廃合、スキー場観光の振興などに尽力した。その他、旭町農業協同組合長、長野県信連や共済連の各理事長、長野県植物防疫協会会長を務めた。

## 栄典
- 1970年（昭和45年）藍綬褒章[1]